# Stibadium dolli
Stibadium dolli är en fjärilsart som beskrevs av Smith 1908. Stibadium dolli ingår i släktet Stibadium och familjen nattflyn. Inga underarter finns listade i Catalogue of Life.